# Ferrocarril de Cheltenham y Unión con el Great Western
El Ferrocarril de Cheltenham y Unión con el Great Western (nombre original en inglés: Cheltenham and Great Western Union Railway, abreviado como C&GWUR) era una compañía ferroviaria destinada a unir Cheltenham, Gloucester y Swindon, en Inglaterra. Fue autorizada en 1836, pero le resultó muy difícil recaudar el dinero necesario para la construcción de la línea, y abrió solo una parte del trayecto, entre Swindon y Cirencester, en 1841. Vendió su negocio al Great Western Railway, que rápidamente construyó la línea a través de Gloucester en 1845 y de Cheltenham en 1847. Parte de esta ruta fue compartida con otras empresas.
A partir de 1903, la ruta introdujo los automotores de vapor, pequeños trenes autopropulsados que permitieron la apertura de numerosas paradas de pasajeros para servicios de bajo coste.
El ramal de Cirencester cerró en 1964, pero la mayor parte de la red de 1845 todavía está en uso como línea principal de pasajeros entre Swindon y Gloucester.

## Ferrocarril de Gloucester y Cheltenham
El primer ferrocarril en el área de Cheltenham fue el Ferrocarril de Gloucester y Cheltenham, autorizado por el Parlamento en 1809. Constaba de una plataforma con carriles de fundición con un ancho de 3 pies 6 plg (1067 mm), en la que circulaban carros tirados por caballos. Estaba destinado principalmente a traer piedra de construcción de las canteras de Leckhampton, y para transportar carbón y otros suministros hacia los muelles en construcción de Gloucester. Cheltenham estaba cobrando importancia debido a las supuestas cualidades saludables de sus aguas, lo que animó a los residentes acomodados a establecerse allí. La línea se inauguró en 1811.

## Gran Ferrocarril del Oeste (Great Western Railway)

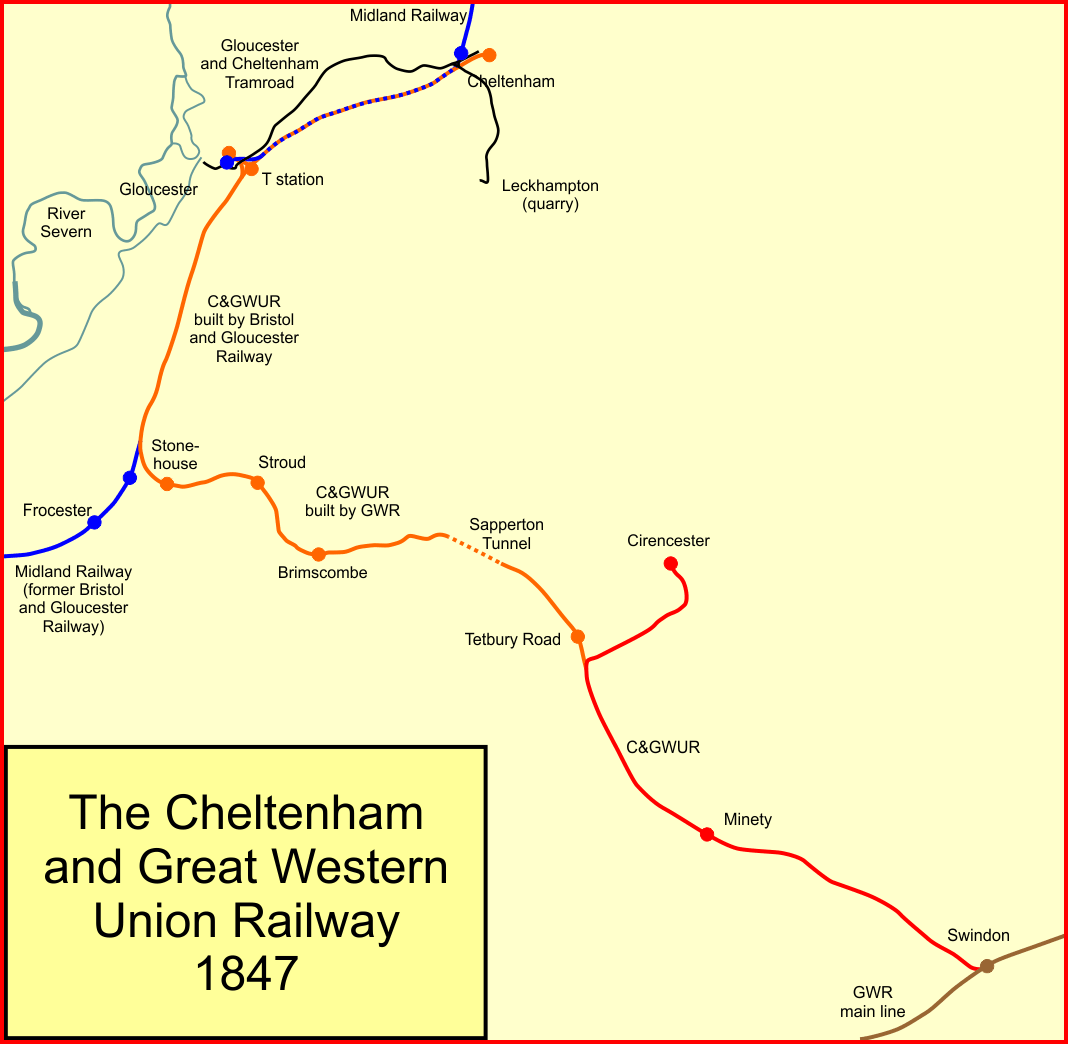
Plano del Ferrocarril de Cheltenham & Gran Unión Occidental

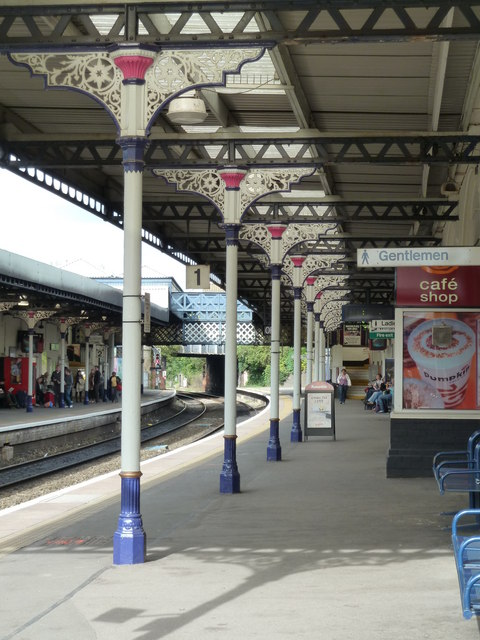
Marquesina de la Estación de Cheltenham Spa

En 1835 se incorporó Great Western Railway para construir un ferrocarril troncal desde Londres a Brístol. El ingeniero era Isambard Kingdom Brunel y la línea se construiría para la circulación de locomotoras con la vía de gran ancho desarrollada por Brunel. Llegó a Swindon el 17 de diciembre de 1840, aunque al principio no había estación allí.

## Ferrocarril de Birmingham y Gloucester
Los promotores de Birmingham vieron que si podían construir un ferrocarril desde su ciudad hasta Gloucester, el transporte fluvial permitiría la conexión con Bristol, en ese momento un importante puerto que servía al comercio transatlántico. Tuvieron éxito en la promoción del Ferrocarril de Birmingham y Gloucester, que obtuvo su Ley de autorización del Parlamento el 22 de abril de 1836.

## Autorización de la Unión del Ferrocarril de Cheltenham con el Great Western
Incluso antes de que se autorizara el Great Western Railway, los agentes económicos de Cheltenham habían decidido promover una línea desde su localidad a través de Gloucester y Stroud para conectarse con el Great Western Railway, que había sido planificado para pasar cerca de Swindon. Nombraron a Isambard Kingdom Brunel como su ingeniero, quien informó favorablemente sobre la posibilidad de construir la línea planteada. La propuesta no suscitó mucho entusiasmo en Gloucester, puesto que la localidad ya estaba conectada a Brístol a través del río Severn, y por entonces se estaba desarrollando la expansión de sus muelles fluviales. El coste de construcción de la línea sería de 750.000 libras esterlinas.
En consecuencia, se presentó un proyecto de ley para promover el Ferrocarril de Cheltenham y de la Unión con el Great Western ante el Parlamento en 1836. El proyecto fue aprobado el 21 de junio de aquel año, con un capital autorizado de 750.000 libras esterlinas. En un primer momento, es probable que se dispusiera el uso de máquinas de vapor estacionarias para remontar una rampa pronunciada cerca del túnel Sapperton.
La línea pasaba por Cheltenham y Gloucester, uniéndose con el Great Western en Swindon. Además, contaba con un ramal a Cirencester. La alineación propuesta para el C&GWUR y para el Ferrocarril de Birmingham y Gloucester era casi idéntica entre Gloucester y Cheltenham, de forma que las dos empresas, autorizadas en la misma sesión del Parlamento, llegaron a un acuerdo de colaboración. El C&GWUR debía hacer la mitad de la línea entre Gloucester y Cheltenham que estaba más cerca de Gloucester; mientras que la empresa de Birmingham pagaría la mitad del costo de la construcción y tendría el control exclusivo de la línea como si la hubiera hecho ella misma. Debía construir la estación de Gloucester, y el C&GWUR debía construir la estación de Cheltenham. Ambas compañías podrían usar las dos estaciones.
El C&GWUR estaba destinado a tener un ancho de vía de 7 pies 1/4 plg (2140 mm), pero la línea de Cheltenham a Gloucester se iba a construir con una separación entre carriles más estrecha, de 4 pies 8,5 plg (1435 mm). Finalmente, se autorizó al C&GWUR a colocar a su cargo carriles adicionales para permitir el paso de sus trenes de vía ancha. También se vio obligado a completar su parte cerca de Gloucester a tiempo para la apertura del Ferrocarril de Birmingham y Gloucester. Ambas empresas compartían el tranvía de Gloucester y Cheltenham, ya adquirido por 35.000 libras esterlinas por la empresa de Birmingham y Gloucester. Como plataforma, su ruta no era adecuada para su uso como línea principal del ferrocarril, pero su ventaja era el acceso del que disponía a los muelles de Gloucester.
Squire Gordon, de Kemble (cerca de Cirencester), se opuso enconadamente al ferrocarril y tuvo que ser compensado con una suma sustancial en efectivo. Además, insistió en que el ferrocarril debería pasar a través de sus propiedades mediante un túnel, y con la condición de que no se construiría ninguna estación pública en sus tierras.

## Construcción
Los contratos para la construcción se firmaron en mayo de 1837 y se realizaron algunos trabajos de investigación para el túnel de Sapperton, pero en noviembre de 1837 el C&GWUR informó que el estado del mercado financiero era tal que no podría construir toda su línea en un futuro próximo. En consecuencia, propusieron concentrarse en el tramo entre Swindon y Cirencester, que tenía las mejores posibilidades de generar ingresos. El Ferrocarril de Birmingham y Gloucester quedó alarmado por esta situación, ya que había confiado en que el C&GWUR construiría parte de la línea compartida entre Gloucester y Cheltenham. El C&GWUR necesitaba una Ley Parlamentaria (11 de junio de 1838) para una extensión de tiempo, y la compañía de Birmingham aseguró cláusulas en ella que le permitía construir por sí mismo la parte relevante si el C&GWUR no proseguía con la construcción de manera oportuna. La Ley también autorizó dos estaciones independientes en Gloucester, y luego se acordó hacer estaciones separadas también en Cheltenham. La alineación a través del Túnel de Sapperton se modificó sustancialmente en la Ley, sustituyendo el largo túnel anterior (que habría sido curvo en toda su longitud) por dos túneles de trazado rectilíneo.
El C&GWUR decidió modificar sus prioridades y firmó contratos para la construcción y adquirió terrenos en Gloucester para la estación. Se hizo algo de trabajo, pero el estado de los mercados financieros era tan delicado, que en noviembre de 1839 los directores de la compañía decidieron que no podían llevar a cabo ningún trabajo significativo en Gloucester, e invitaron al Ferrocarril de Birmingham y Gloucester a hacer el trabajo requerido de acuerdo con la Ley anterior.
Otro ferrocarril, el Ferrocarril de Bristol y Gloucester, había sido autorizado el 1 de julio de 1839. Se basaba en el uso del C&GWUR entre Standish, cerca de Stonehouse, y Gloucester. En la nueva situación, estaba en la misma posición que la empresa de Birmingham, y juntos acordaron comprar el C&GWUR, promoviendo juntos un proyecto de ley a tal efecto en la sesión del Parlamento de 1840. Sin embargo, las dos compañías encontraron que una posición negociada mutuamente aceptable era inalcanzable y se abandonó el plan.
En cambio, la compañía de Birmingham decidió hacerse cargo de la construcción de Cheltenham a Gloucester, de acuerdo con los poderes de 1838. Tomaron posesión de las obras el 18 de junio de 1840, mientras que abrieron su propia línea entre Birmingham y Cheltenham el 24 de junio de 1840.
El resto de la construcción ya era sencillo, y la línea entre Cheltenham y Gloucester se abrió el 4 de noviembre de 1841 como parte del Ferrocarril de Birmingham y Gloucester.
Mientras tanto, el C&GWUR había logrado construir su parte sur desde Swindon hasta Cirencester. La plataforma era de doble vía hasta el cruce previsto en Kemble, desde donde se continuó con vía sencilla. Se inauguró el 31 de mayo de 1841. La línea fue operada en régimen de arrendamiento a corto plazo por el Great Western Railway. Las estaciones estaban en Purton, Minety y Cirencester.

## Venta al Great Western Railway
La Junta del C&GWUR se había agotado en la lucha para llegar tan lejos y en 1842 obtuvieron una Ley que autorizaba la venta o el arrendamiento de su línea al Great Western Railway, al Ferrocarril de Bristol y Gloucester o al Ferrocarril de Birmingham y Gloucester. Además, se autorizaron 750.000 libras esterlinas de capital suplementario, con una extensión de tres años al período permitido de construcción.
Se "ordenó" al Ferrocarril de Birmingham y Gloucester que colocara rieles de vía ancha entre Gloucester y Cheltenham, y se autorizó al Ferrocarril de Bristol y Gloucester a construir la sección de Standish a Gloucester; esto incluyó la colocación de rieles de vía estándar, ya que la Compañía de Brístol todavía tenía la intención de construir su propia línea sobre esa base.
Rápidamente se abrieron negociaciones con el GWR para concretar la venta, pero transcurrió bastante tiempo sin llegar a un acuerdo, aunque en enero de 1843 se formalizó la adquisición, incluida la toma de todos los poderes y responsabilidades del C&GWUR. La transferencia tuvo lugar el 1 de julio de 1843 y el GWR invirtió 230.000 libras esterlinas de capital (el C&GWUR había gastado más de 600.000 libras esterlinas hasta entonces). La autorización parlamentaria de la venta se obtuvo mediante una Ley de 1844, que también autorizó una extensión en Cheltenham desde la Estación de Lansdown hasta una ubicación más central en la plaza de St James.

## Construcción de Kemble a Gloucester
El GWR procedió con urgencia a la construcción de la línea entre Kemble y Gloucester; el poder para recomprar la mitad del C&GWUR de la línea de Gloucester a Cheltenham dependía de la finalización hasta Gloucester el 21 de junio de 1845, y se había prometido al Ferrocarril de Bristol y Gloucester que el tramo de Standish a Gloucester estaría disponible para ellos en abril de 1844. De hecho, fue el 8 de julio de 1844 cuando estuvo listo este tramo, construido por la propia empresa de Brístol. La sección principal incluía el túnel de Sapperton, con una longitud de 1855 yardas (1696,2 m), mientras que el segundo túnel más corto tenía una longitud de 353 yardas (322,8 m).
En el tramo desde el túnel a Stroud había nueve viaductos de madera. El general Pasley, al hacer una inspección para la Cámara de Comercio, los enumeró de la siguiente manera:
- Frampton, doce vanos 30 pies (9,14 m);
- Slip, veintidós vanos 30 pies (9,14 m);
- St Mary's, un tramo oblicuo de 75 pies (22,86 m) sobre un canal;
- Bourne, diecisiete tramos, incluido uno de 67 pies (20,42 m) oblicuo sobre el canal;
- Capel's, dieciocho vanos 30 pies (9,14 m);
- Canal, cuatro vanos incluyendo uno de 51 pies (15,54 m) sobre el canal;
- Vatios, ocho tramos 30 pies (9,14 m);
- Stratford, ocho vanos incluyendo uno de 40 pies (12,19 m);
- Cainscross, cuatro vanos de 32 pies (9,75 m).[9]

Lewis señala que había diecinueve estructuras de madera (es decir, viaductos, pasos elevados ordinarios y pasos inferiores) en la línea, todos ellos en Stroud Valley. La última reconstrucción registrada se produjo en 1892, cuando los viaductos de Capel y Canal pasaron a formar una sola estructura de 101 m.
Las estaciones estaban en Tetbury Road, Brimscombe, Stroud y Stonehouse. En Gloucester, el C&GWUR utilizó una plataforma ya en servicio en el lado norte de la Estación del Ferrocarril de Birmingham y Gloucester. La línea cruzaba el tendido ferroviario hacia Birmingham en la parte final del área de la estación. La línea se inauguró el 12 de mayo de 1845.

## Trayecto entre Gloucester y Cheltenham
Aunque se habían emprendido algunas obras para la extensión de Lansdown Road a St James en Cheltenham, el GWR retrasó las construcciones en esta zona debido a la posibilidad de tender una ruta alternativa hacia la ciudad, que habría requerido una alineación diferente. Posteriormente, este plan se dejó de lado, por lo que en 1847 el GWR anunció su intención de comenzar a utilizar la línea a Cheltenham. Las vías de gran ancho de Brunel ya estaban tendidas, y la estación de Cheltenham estaba casi terminada.
El Capitán Simmons de la Junta de Comercio inspeccionó la línea, la primera realización importante de un ferrocarril con Vía de ancho mixto, e informó el 15 de octubre de 1847. La inspección incluyó la línea de desvío recién construida, que formaba el tercer lado de un triángulo en Gloucester.
Los arreglos de la estación en Gloucester seguirán siendo los mismos... pero la vía ancha a Cheltenham se une con la vía estrecha inmediatamente fuera de la estación, la línea descendente a Cheltenham se tiende con tres rieles hasta el punto de separación de las vías cerca de esa ciudad, la línea prosigue con cuatro cuatro carriles hasta el cruce con la línea de desvío, desde cuyo punto hasta el punto de separación cerca de Cheltenham también se tiende con tres rieles ...
La combinación de los anchos de vía, donde se han utilizado tres raíles para ambos, se ha realizado colocando un raíl adicional fuera de cada línea de vía estrecha, como si esta última nunca hubiera sido perturbada.
Los trenes del GWR comenzaron a funcionar hacia su estación en la plaza de St James en Cheltenham el 23 de octubre de 1847. En Gloucester había una nueva estación de vía ancha en la línea de devío, donde la cruzaba una línea directa desde la estación de Gloucester; había una placa rotatoria en cada línea; y llegó a ser conocida como la estación en T.
Tan pronto como la estación en T estuvo lista, los trenes de Swindon se dirigieron directamente a Cheltenham parando en la propia estación en T, y desde allí se habilitó un servicio de transporte a la estación principal; cuyos vehículos utilizaban unas mesas giratorias para cambiar el sentido de la marcha. Este sistema continuó en uso hasta que en septiembre de 1851 se abrió la línea hacia el oeste desde Gloucester, en dirección hacia Grange Court. A partir de ese momento, la línea de desvío y la estación en T quedaron en desuso. Cuando el GWR adquirió los derechos del C&GWUR en 1845, tomó posesión de toda la línea entre Gloucester y Cheltenham, aunque la mitad más cercana a Gloucester ya estaba en sus manos como compañía fideicomisaria del Ferrocarril de Birmingham y Gloucester.

## Conversión de ancho
A principios de la década de 1870, la Junta del GWR había llegado al convencimiento de que la conversión de vía ancha a vía estándar era inevitable. Las líneas de Gales del Sur se convirtieron en la primera quincena de mayo de 1872, y la línea entre Gloucester y Swindon se modificó entre el 23 de mayo de 1872 y el 26 de mayo de 1872, fecha a partir de la cual solo operaron trenes de vía estándar. La línea estuvo en pleno funcionamiento desde el 29 de mayo de 1872.

## Ramal de Tetbury
Tetbury era una importante ciudad comercial, y en 1872 una reunión pública allí acordó que era necesario disponer de un ramal ferroviario. Tomó algún tiempo plasmar esta idea en un proyecto definitivo, autorizado por el Parlamento el 7 de agosto de 1884. El ramal se inauguró el 2 de diciembre de 1889. La estación de conexión estaba en Kemble, en la línea del C&GWUR, que ya era el cruce con la línea de Cirencester.
Kemble había sido solo una estación de intercambio (entre el ramal de Cirencester y la línea principal) sin acceso al público. En 1872 se hizo accesible a los viajeros por primera vez. La línea necesitaba cruzar las tierras de Anna Gordon, heredera de Squire Gordon que había sido contrario al ferrocarril desde el principio. Maggs dice que se opuso a que el ramal de Tetbury simplemente hiciera un cruce en una estación de intercambio. Adaptarse a esta imposición implicaría disponer una nueva estación de enlace a cierta distancia del cruce de Kemble para Cirencester. Esto fue inaceptable para el GWR y, después de la negociación, se acordó hacer de Kemble una estación pública e instalar la conexión del ramal de Tetbury allí. (Kemble se convirtió en una estación pública en 1872 y la construcción del ramal de Tetbury no se inició hasta 1887).

## Conexión de Standish
Desde la apertura del C&GWUR había un cruce de la vía de gran ancho de Brunel con la vía convencional en Standish, donde convergía con el Ferrocarril de Brístol y Gloucester. Esa empresa fue absorbida por el Ferrocarril Midland, que abrió una línea independiente de ancho estándar a Gloucester el 19 de mayo de 1854, de manera que desde esa fecha no hubo conexión entre las líneas en este punto. Cuando el GWR canceló la vía ancha en el área de Gloucester, se debió habilitar un cruce una vez más (operativo desde el 21 de abril de 1873), lo que permitió que los trenes del GWR que se acercaban desde Gloucester continuaran con el Ferrocarril Midland hacia Brístol según el acuerdo de derecho de circulación suscrito entre compañías. La conexión se cerró en 1887.
El 25 de julio de 1908 se reabrió el cruce, lo que permitió que los trenes del GWR procedentes de Birmingham a través de Honeybourne tuvieran acceso a la línea de Brístol. Los cruces se organizaron para conectarse desde GWR en dirección sur desde Gloucester hacia Bristol, y desde Bristol hasta GWR en dirección norte. El 26 de octubre de 1964 se pusieron en marcha los cruces reconvertidos, lo que permitió a los trenes procedentes de Stroud emplear la antigua vía hacia el norte del Ferrocarril Midland y viceversa. El propósito de esta disposición era permitir que los trenes de Londres a Cheltenham usaran la estación Eastgate en Gloucester, evitando la inversión que habría sido necesaria usando la estación Central del GWR.
A partir del 8 de septiembre de 1968, la línea entre Standish y Gloucester se redujo a solo dos vías y el cruce volvió a ser un doble cruce ordinario.

## Automotores de vapor
En 1902, Thomas Nevin presentó una solicitud para construir la plataforma para un tren ligero (de hecho, un tranvía) desde Cheltenham a Gloucester, Stroud y Chalford. Había una población relativamente densa en una estrecha franja adyacente al fondo del valle que seguía la línea principal de ferrocarril, y las estaciones muy espaciadas de la antigua línea del C&GWUR habían sido durante mucho tiempo objeto de quejas. La experiencia reciente había demostrado al GWR que los tranvías de pasajeros podían obtener rápidamente gran parte de los ingresos de los trenes de pasajeros locales. La solicitud de Nevin fue rechazada, pero el GWR se dio cuenta de que la competencia del ómnibus por carretera ya era significativa y frecuente, mientras que su propio servicio diario de pasajeros entre Stonehouse y Chalford consistía en solo cinco trenes en un sentido y seis en el otro.
La ocupación de la línea era intensa, principalmente debido a los trenes de minerales y a las locomotoras de refuerzo que regresaban de vacío, hasta la apertura del Ferrocarril directo de Gales del Sur y Brístol (informalmente denominado Línea de Badminton) el 1 de julio de 1903. Muchos trenes de minerales de Gales del Sur que circulaban a través de Gloucester se desviaron a través de la línea del túnel del Severn y Badminton, lo que redujo significativamente la ocupación de la línea entre Standish Junction y Swindon.
El Ferrocarril de Londres y del Suroeste y el Ferrocarril de Londres, Brighton y la Costa Sur habían construido juntos un automotor de vapor, en el que se integró una pequeña máquina de vapor en un solo vagón de pasajeros. Se podía conducir desde cualquier extremo, y esta disposición se consideró ideal para una operación de transporte frecuente, ya que evitaba la demora de dar la vuelta al final de cada viaje. Los ferrocarriles de la costa sur tenían la intención de usarlo en el ramal East Southsea.
A los GWR se les permitió tomar prestado el vehículo durante el fin de semana del 9 al 10 de mayo de 1903, y operó desde Swindon hasta Stonehouse. Aunque atrajo una considerable atención local, no era adecuado para el viaje más largo y las fuertes pendientes de la línea hasta Stroud, perdiendo presión de vapor y, por lo tanto, velocidad en el viaje.
El GWR había estado desarrollando sus propias alternativas de diseño durante algún tiempo, y se había preferido una versión de gasolina en abril de 1903, ya que podría ahorrar el costo de un fogonero. Sin embargo, a finales de ese mes se autorizaron tres vehículos de vapor y se realizó una demostración el 9 de octubre de 1903, con servicio público a partir del 12 de octubre. Los vehículos tenían escalones retráctiles para permitir que los pasajeros subieran y bajaran en lugares de parada a nivel del suelo; algunos de estos eran simplemente pasos a nivel. Se puso en marcha un servicio por horas durante seis días a la semana. Los billetes se emitían desde el propio vehículo ferroviario, "según el principio del tranvía". La iluminación de los vehículos era a gas, aunque había comunicación eléctrica entre el maquinista y el interventor.
Los automotores se hicieron muy populares, aunque presentaban el problema de que su limitada capacidad de viajeros no podía reforzarse en las horas punta. En 1905, el GWR introdujo un servicio de ómnibus paralelo durante tres meses para aliviar el hacinamiento de los viajeros. Agregar un remolque a los vehículos automotores era impracticable en esta ruta, ya que no tenían suficiente potencia como para mantener los horarios cuando los itinerarios incluían pendientes pronunciadas.
Los automotores se convirtieron progresivamente en remolques, y pasaron a usarse con locomotoras pequeñas convencionales equipadas con sistemas de control para hacerlas reversibles. El servicio se amplió para funcionar desde Chalford hasta Gloucester. El último vehículo automotor verdadero dejó de funcionar en la línea en julio de 1928.

## Automotores diésel
El primer automotor diésel de la línea principal comenzó a funcionar en abril de 1936. Era un vehículo del GWR, número 15, que salió de Cheltenham por el Ferrocarril de Unión Midland y Suroeste a Marlborough y regresó por la línea principal del C&GWUR. El servicio no fue popular y se retiró en septiembre de 1936.
A partir del 2 de febrero de 1959, los ferrobuses diésel de cuatro ruedas comenzaron a operar entre Cirencester y Kemble (y también en el ramal de Tetbury), pero no se les permitió operar en el servicio de pasajeros en la línea principal, ya que su peso ligero significaba que no permitían accionar los circuitos de control de paso de manera fiable. Se abrió para el servicio un nuevo apeadero en Chesterton Lane, cerca de Cirencester, y posteriormente se abrió otro en Park Leaze.

## Desde 1948
El 1 de enero de 1948, al igual que la mayoría de los ferrocarriles de Gran Bretaña, la línea pasó a ser propiedad nacional, siendo gestionada por la compañía pública British Railways.
La introducción de ferrobuses diésel en el ramal de Cirencester con un servicio más intensivo había dado lugar a un aumento del número de viajeros, pero el ramal todavía se consideraba antieconómico y se cerró a los pasajeros el 6 de abril de 1964. Los servicios de mercancías se retiraron a partir de octubre de 1965. El ramal de Tetbury se cerró a los pasajeros el 6 de abril de 1964; mientras que el servicio de mercancías en ese ramal había sido interrumpido el 5 de agosto de 1963.
La línea entre Swindon y Kemble quedó en vía única a partir del 28 de julio de 1968, y a partir del 8 de septiembre de 1968, la línea entre Standish Junction y Tuffley Junction se redujo a dos vías.
La antigua estación de tren del Midland en Gloucester Eastgate estuvo cerrada desde el 1 de diciembre de 1975 y todos los trenes de pasajeros usaban la Estación Central de Gloucester. El andén descendente existente se alargó hasta los 1600 pies (487,7 m) para permitir trenes de doble composición, y la plataforma superior se relegó solo para el uso de mercancías. Se volvió a poner en uso en 1984 como andén 4.
La sección de Swindon a Kemble, que se había reducido a vía única en 1968, volvió a la configuración de vía doble el 2 de septiembre de 2013.

## Topografía

### Pendientes
El punto más alto de la línea coincidía con el túnel de Sapperton, al que se accede desde el sur mediante una larga rampa desde Oaksey Halt. La pendiente inicial es de 1 en 330, pero en las últimas dos millas pasaba a 1 en 94. La aproximación desde el norte era más difícil, ascendiendo con una inclinación de 1 en 330 a 1 en 276 desde Standish, luego de 1 en 250 desde Stroud y de 1 en 75 y de 1 en 60 a lo largo de más de tres millas desde St Mary's Crossing Halt.

### Lista de ubicaciones
- Swindon; estación en la línea principal de Bristol;
- Purtón; abierta el 31 de mayo de 1841; cerrada el 2 de noviembre de 1964;
- Minety; abierta el 31 de mayo de 1841; renombrada Minety y Ashton Keynes 1905; cerrada el 2 de noviembre de 1964;
- Oaksey Halt; inaugurada el 18 de febrero de 1929; cerrada el 2 de noviembre de 1964;
- Kemble; abierta con fines de intercambio el 12 de mayo de 1845; abierta al público el 1 de mayo de 1872; sigue abierta;
- Tetbury Road; abierta el 12 de mayo de 1845; solo mercancías a partir del 1 de mayo de 1882; rebautizada como Coates mercancías el 1 de mayo de 1908; cerrada el 1 de julio de 1963;
- Túnel Corto Sapperton, 352 yardas (322 m);
- Túnel Largo de Sapperton; 1864 yardas (1704 m);
- Chalford; inaugurada el 2 de agosto de 1897; cerrada el 2 de noviembre de 1964;
- Parada de cruce de St Mary; abierta el 12 de octubre de 1903; cerrada el 2 de noviembre de 1964;
- Brimscombe; abierta el 1 de junio de 1845; cerrada el 2 de noviembre de 1964 (en documentos antiguos figura como Brimscomb);
- Brimscombe Bridge Halt; abierta el 1 de febrero de 1904; cerrada el 2 de noviembre de 1964;
- Ham Mill Crossing; abierta el 12 de octubre de 1903; renombrada Ham Mill Halt en 1957; cerrada el 2 de noviembre de 1964;
- Bowbridge Crossing Halt; abierta el 1 de mayo de 1905; cerrada el 2 de noviembre de 1964;
- Stroud; abierta el 12 de mayo de 1845; sigue abierta;
- Downfield Crossing Halt; abierta el 12 de octubre de 1903; cerrada el 2 de noviembre de 1964;
- Cashes Green Halt; abierta el 22 de enero de 1930; cerrada el 2 de noviembre de 1964;
- Ebley Crossing Halt; abierta el 12 de octubre de 1903; cerrada el 2 de noviembre de 1964;
- Stonehouse; abierta el 1 de junio de 1845; rebautizada como Stonehouse Burdett Road en 1951; renombrada Stonehouse en 1968; sigue abierta;
- Standish Junction;
- Millstream Junction, más tarde Gloucester South Junction;
- Tramway Junction;
- Gloucester; en uso por el Ferrocarril de Brístol y Gloucester desde el 8 de julio de 1844; el GWR comenzó a usarla el 12 de mayo de 1845; la estación del GWR abrió el 9 de septiembre de 1851; rebautizada como Gloucester Central en 1951; combinada con la Estación de Eastgate el 26 de mayo de 1968 y rebautizada como Gloucester; sigue abierta.

- Gloucester South Junction; véase arriba;
- Estación T; inaugurada el 23 de octubre de 1847; cerrada el 19 de septiembre de 1851;
- Engine Shed Junction; más tarde Barnwood Junction;
- Churchdown; abierta el 2 de febrero de 1874; cerrada el 2 de noviembre de 1964;
- Hatherley Junction; divergencia de la línea a Banbury;
- Lansdown Junction; convergencia de línea desde Banbury; divergencia del Ferrocarril Midland hacia Ashchurch;
- Cheltenham Malvern Road; abierta el 30 de marzo de 1908; cerrada el 1 de enero de 1917; reabierta el 7 de julio de 1919; renombrada Cheltenham Spa Malvern Road en 1925; cerrada el 3 de enero de 1966;
- Malvern Road East Junction; divergencia de la línea hacia Honeybourne;
- Cheltenham; inaugurada el 23 de octubre de 1847; trasladada al este el 9 de septiembre de 1884; renombrada Cheltenham St James en 1908; renombrada Cheltenham Spa St James en 1925; cerrada el 3 de enero de 1966.

Ramal de Cirencester:
- Kemble; como anteriormente;
- Park Leaze Halt; abierta el 4 de enero de 1960; cerrada el 2 de noviembre de 1964;
- Chesterton Lane Halt; abierta el 2 de febrero de 1959; cerrada el 6 de abril de 1964;
- Cirencester; abierta el 31 de mayo de 1841; rebautizada como Cirencester City en 1924; cerrada el 6 de abril de 1964.[22][23][24]

## Lecturas relacionadas
- Fenton, Mike (1985). «The Brimscombe Bankers». British Railway Journal (Wild Swan Publications) (GWR Special Edition): 64-83.
- Mike Oakley (2003). Gloucestershire Railway Stations. Wimborne: Dovecote Press. p. 62. ISBN 1-904349-24-2.

- Datos: Q279756